# Zitterauer Tisch
Der Zitterauer Tisch (auch Zittrauertisch und Zittrauer Tisch) ist ein 2462 m ü. A. hoher Berg in der Goldberggruppe der Zentralalpen im österreichischen Bundesland Salzburg.

## Lage und Umgebung
Der Gipfel des Zitterauer Tischs erhebt sich an der Grenze zwischen den Gemeinden Bad Gastein im Südosten und Bad Hofgastein im Nordwesten. Die östlichen Hänge gehören zum Landschaftsschutzgebiet Gasteiner-Tal. Der nordöstliche Vorgipfel ist der 2410 m ü. A. hohe Tischkogel, noch weiter nordöstlich schließt jenseits der Zitterauer Scharte (2163 m ü. A.) der Stubnerkogel (2246 m ü. A.) an. Im Südwesten liegen der 2400 m ü. A. hohe Ortberg und der 2600 m ü. A. hohe Silberpfennig. Mit dem Rosskargraben entspringt ein Nebenbach der Nassfelder Ache am Zitterauer Tisch. An den nordwestlichen Hängen erstreckt sich die zur Ortschaft Anger gehörende Schattbachalm. Die Holzeckhütte, eine Jagdhütte, steht an den südöstlichen Hängen.
Von unterhalb der Gipfels führt der Wanderweg Otto-Reichert-Weg zum Ortberg. Über die westlichen Hänge des Zitterauer Tischs verlaufen die Weitwanderwege Rupertiweg und Salzburger Almenweg. Am Berg befindet sich eine Stempelstelle für Wandernadeln des Österreichischen Alpenvereins (ÖAV). Der Zitterauer Tisch ist einer der 55 Gipfel des Gasteinertals, für deren vollständige Besteigung der Gasteiner Gipfelkranz vergeben wird, die höchste Klasse der Gasteiner Wandernadeln des ÖAV.

## Name und Geschichte
Zitterauer ist ein seit Jahrhunderten im Gasteinertal weit verbreiteter Familienname. Zu den Schreibvarianten in der Gegend zählen Zieterauer, Zietherauer, Zitrauer und Zittrauer.
Die Sektion Badgastein des Deutschen und Österreichischer Alpenvereins hinterlegte 1925 am Zitterauer Tisch ein Gipfelbuch.

## Geologie
Der Gipfelbereich und die östlichen Hänge des Zitterauer Tisches sind von Granitgneis und Orthogneis des Tauernfensters (Penninikum) geprägt. Vor allem an den nordwestlichen Hängen, untergeordnet jedoch auch an den südöstlich findet sich abschnittsweise glaziales (Moränen) und periglaziales klastisches Sediment. Das Gneisgewölbe senkt sich zur Zitterauer Scharte hin ab, jenseits (Stubnerkogel) ist es von der Oberen Schieferhülle bedeckt.

## Fauna und Flora
Die Gamswild-Ruhezone Zitterau darf von 1. Dezember bis 31. Mai nicht betreten werden. Bei einer Erhebung der Vogelarten des Gasteinertals in den 1980er Jahren wurde am Zitterauer Tisch die Alpenbraunelle (Prunella collaris) als Brutvogel beobachtet. Mit einigem Abstand zum Gipfel gedeiht an den südöstlichen Hängen ein Latschen-Buschwald. Darunter schließen Lärchen-Zirben-Wälder an.